# Dunure Castle

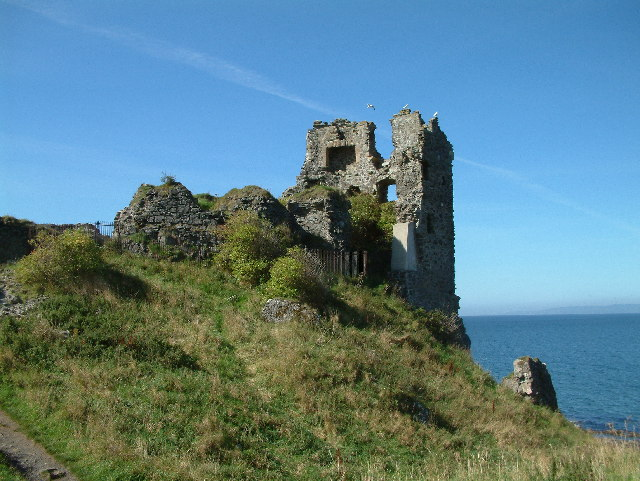
Dunure Castle, södra Ayr, Skottland

Dunure Castle är en borgruin som är belägen på södra Skottlands västkust, i South Ayrshire, ungefär 8 kilometer söder om staden Ayr. Dunure Castle är idag en ruin i en stenig bukt utanför byn Dunure, med utsikt över Firth of Clyde med irländskt territorium inom horisontlinjen. Borgen tros härstamma från slutet av 1200-talet, även om kvarstoden av borgen härstammar från 1400- och 1500-talet.
Borgen är ursprunget för klanen Kennedys av Carrick, vilka en gång regerade över stora delar av sydvästra skottland och tilldelades sina ägor år 1357. Denna familj bör dock inte förväxlas med den berömda amerikanska Kennedyklanen som härstammar från Co. Wexford i Irland. John Mor MacDonald blev dödad i borgen 1429 under ett möte där våld uppstod mellan klanen Macdonalds och Jakob den I:es man James Campbell. Det är oklart varför mötet ägde runt i Dunure Castle, men det är möjligt att den kunde ses som en neutral mötesplats.
I augusti 1563 besökte Mary I av Skottland borgen under sin tredje färd runt västra Skottland.
Under år 1570, uppstod en konflikt mellan Gilbert Kennedy, den fjärde earlen av Cassilis och Alan Stewart, kommendanten på Crossraguel Abbey rörande ägarskapet över en del av klostrets ägor. Gilbert tillfångatog kommendanten och låste in honom på Dunure Castle. Kommendanten blev torterad med eld vilket ledde till att landet blev överskrivet på Gilbert Kennedy. Kommendanten blev senare räddad från sin belägenhet genom att Lorden av Bargany ankom med en mindre trupp, vilket ändade konflikten över klostrets omstridda landområden.
På det senare 1600-talet blev Dunure Castle, likt flera skotska borgar, använda som lokala stenbrott och blev därför till en ruinkontur, vilket beslöjar klanborgens forna utseende.